# مایکل استگمایر
مایکل استگمایر (انگلیسی: Michael Stegmayer؛ زادهٔ ۱۲ ژانویهٔ ۱۹۸۵) بازیکن فوتبال اهل آلمان است.
از باشگاه‌هایی که در آن بازی کرده‌است می‌توان به باشگاه فوتبال بایرن مونیخ ۲، باشگاه فوتبال فادوتس، باشگاه فوتبال وولفسبورگ، باشگاه فوتبال وی‌اف‌آر آلن، باشگاه فوتبال بایرن مونیخ، باشگاه فوتبال کارل زایس ینا، و باشگاه فوتبال دارمشتات ۹۸ اشاره کرد.